# Halewijn (België)
Halewijn is een landelijk gehucht in Drongen, deelgemeente van de stad Gent in de Belgische provincie Oost-Vlaanderen. 
Het gehucht ligt drie kilometer ten westen van het dorpscentrum van Drongen. Rond Halewijn liggen Baarle, Landegem, Luchteren en Drongen-Centrum, tot welke laatste parochie het ook behoort.

## Geschiedenis
De Ferrariskaart uit de jaren 1770 toont hier het omvangrijke gehucht Hallwyn. De kaart toont ten zuiden ook de Halewijnmolen, die reeds in 1448 werd vermeld.
De Atlas der Buurtwegen uit 1841 en de Vandermaelenkaart uit het midden van de 19de eeuwen tonen hier het gehucht Haelewyn
De Halewijnmolen leed grote schade in de Eerste Wereldoorlog en werd in 1927 gesloopt.

## Bezienswaardigheden
De Piereputfietsroute start in Halewijn.

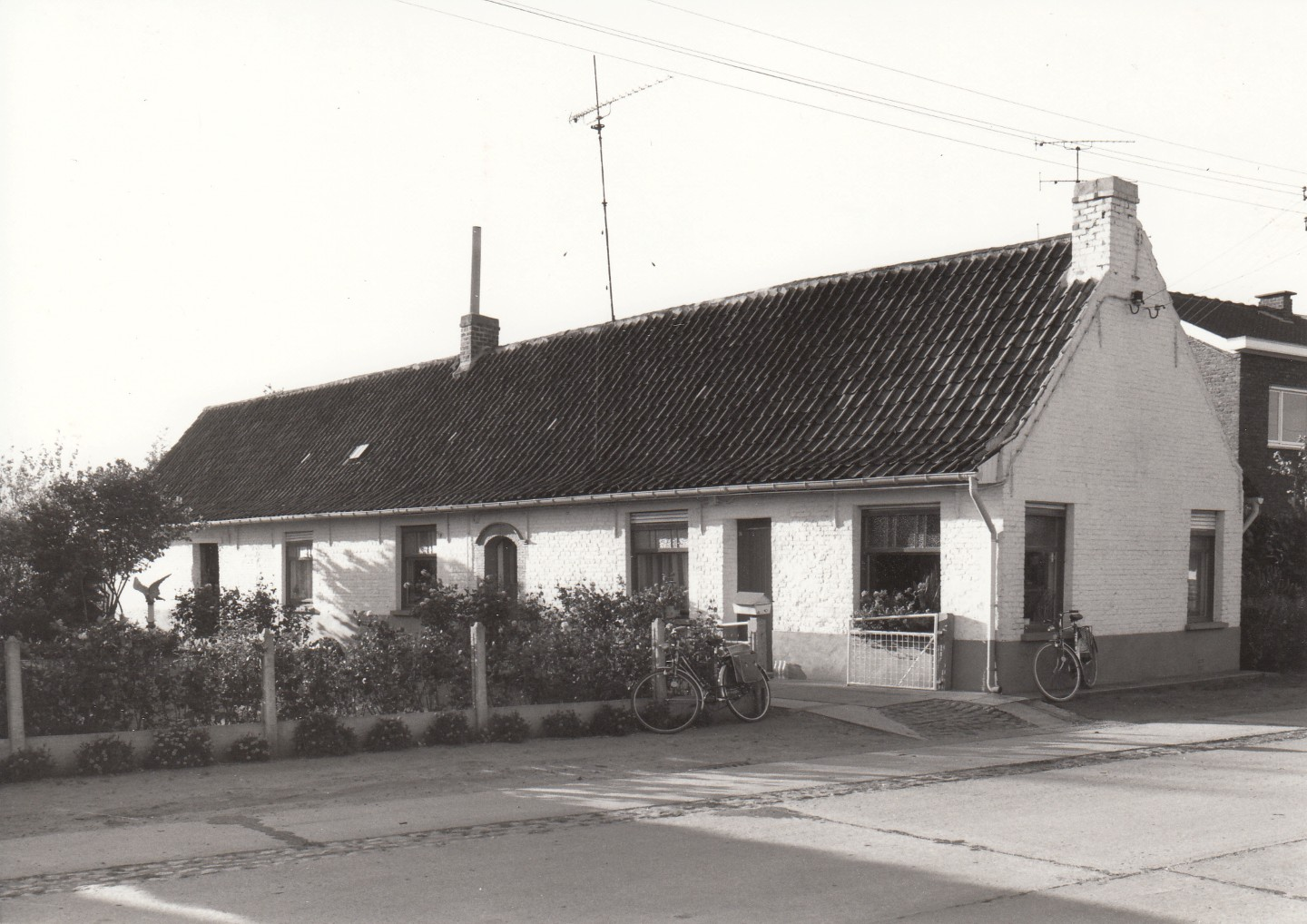
Boerenwoning uit de 18de eeuw
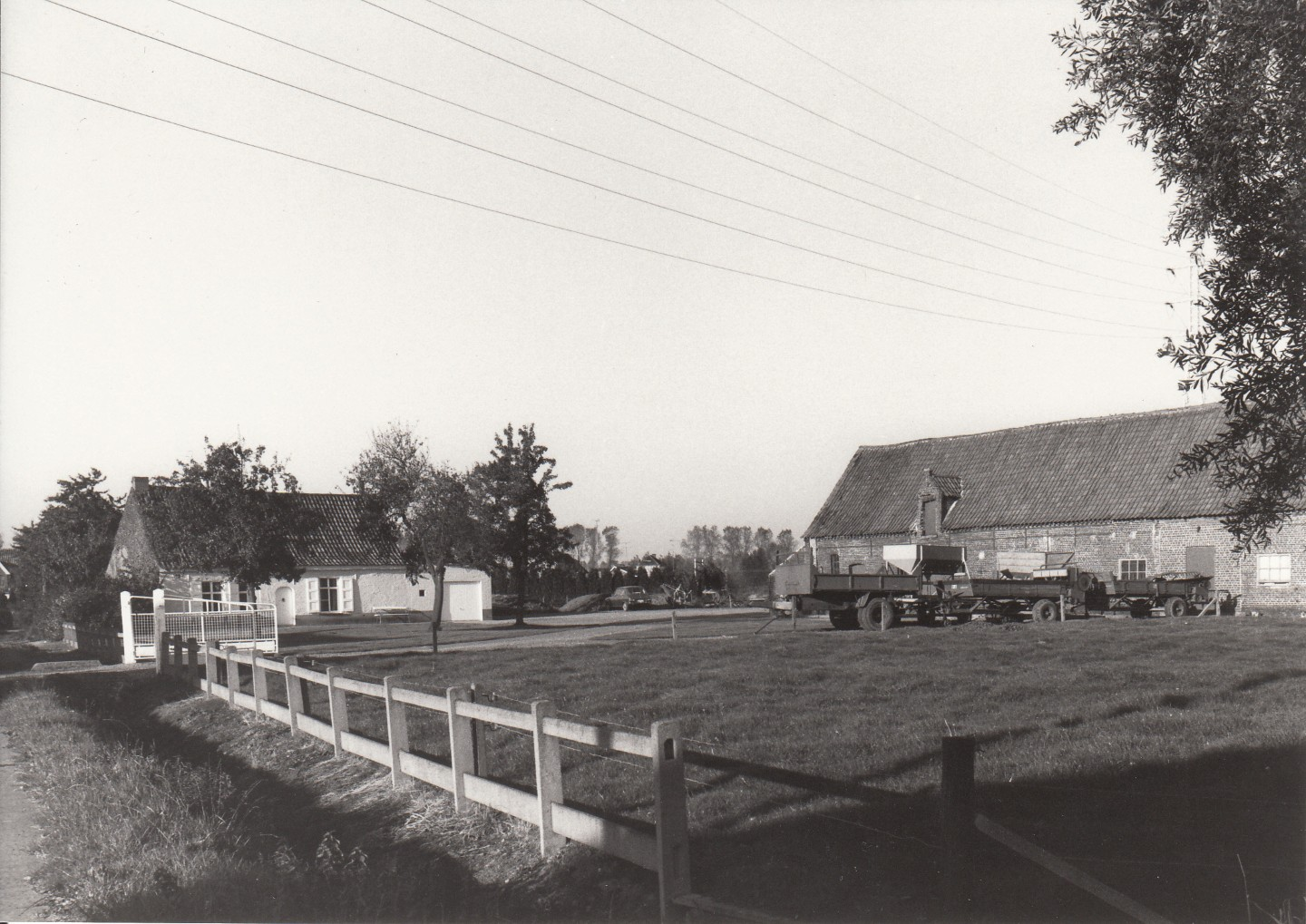
Boerenwoning met schuur en stallen uit de 18de eeuw
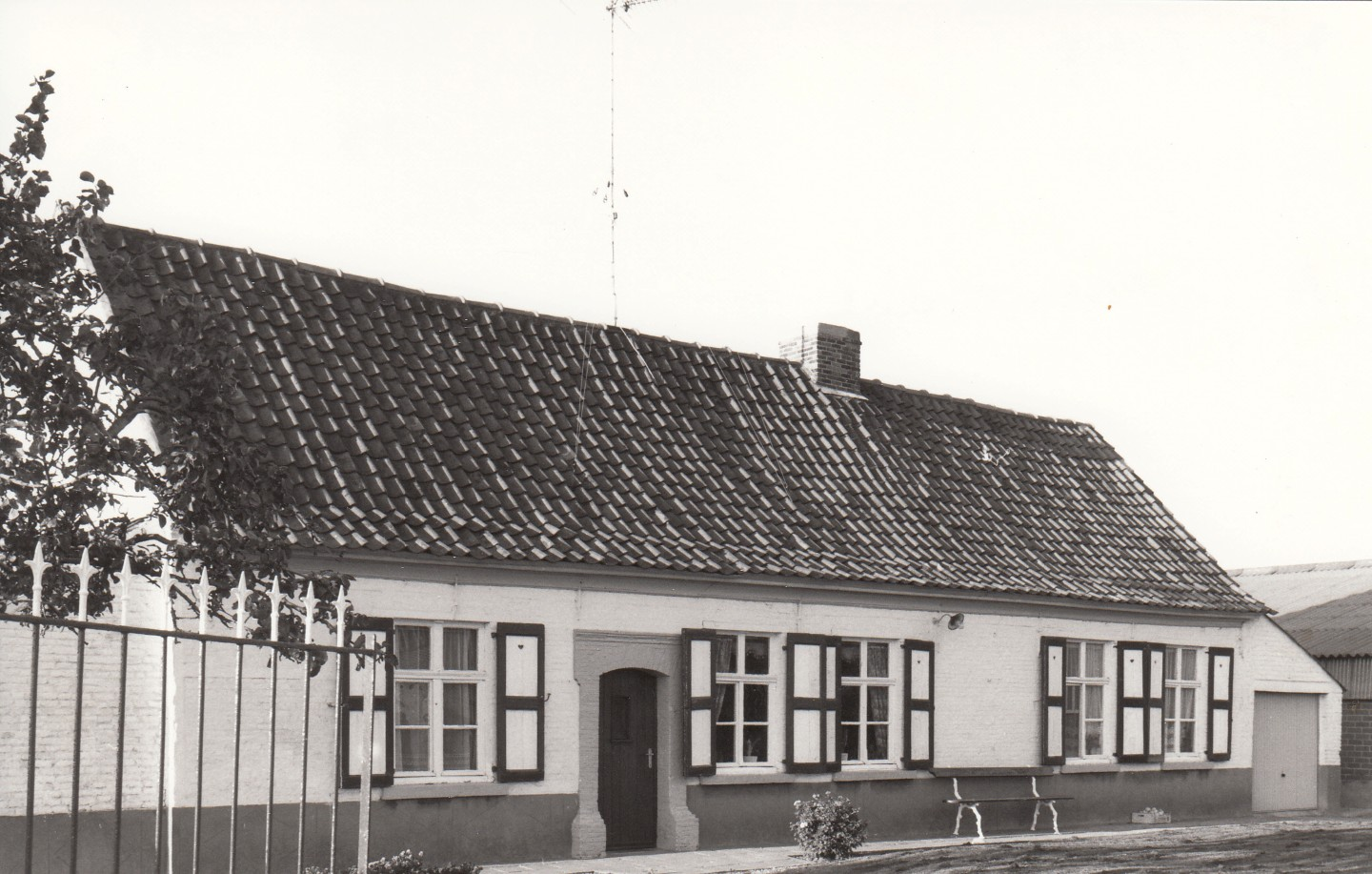
Schuttershoeve uit de 18de eeuw

## Verkeer en vervoer
Langs de nabijgelegen spoorweg Gent - Oostende bevond zich vanaf 1888 de spoorweghalte Halewijn, die in juni 1984 werd gesloten.

## Geboren
- Germaine Loosveldt (1891-1960), actrice

Deelgemeenten: Afsnee · Desteldonk · Drongen · Gent · Gentbrugge · Ledeberg · Mariakerke · Mendonk · Oostakker · Sint-Amandsberg · Sint-Denijs-Westrem · Sint-Kruis-Winkel · Wondelgem · Zwijnaarde

Overige dorpen, gehuchten en wijken:
Belgische gemeenten · Arrondissement Gent · Oost-Vlaanderen · Vlaanderen